# Matt Long
Matthew Clayton Long, detto Matt (Winchester, 18 maggio 1980), è un attore statunitense.

## Biografia

### Carriera
Ha interpretato, ottenendo il suo primo ruolo di rilievo, l'adolescente Jack McCallister in Jack & Bobby; la serie viene cancellata dopo una sola stagione. Nel 2007 recita insieme a Nicolas Cage nel film della Marvel Ghost Rider dove entrambi recitano la parte di Johnny Blaze, Long interpreta la versione più giovane del personaggio.
Prenderà parte al film Sydney White - Biancaneve al college, invece nel 2010 interpreterà Joey Baird in Mad Men. Dal 2012 al 2013 reciterà il ruolo del dottor James Peterson nella sesta stagione della serie ABC Private Practice.
Nel 2015 interpreta la parte del dottor Kyle Sommer in Helix. Nel 2018 ha partecipato alla serie televisiva Manifest.

### Vita privata
Ha un fratello più giovane, Zac. Ha frequentato la Western Kentucky University, dove ha incontrato sua moglie, Chaffins Lora. Era inoltre membro della confraternita Sigma Alpha Epsilon. Dopo la laurea, si trasferisce a New York dove lavora come attore per vari teatri. Ora risiede a Hollywood, California.

## Filmografia

### Cinema
- The Greatest Adventure of My Life, regia di Dorian Walker (2005)
- Ghost Rider, regia di Mark Steven Johnson (2007)
- Sydney White - Biancaneve al college (Sydney White), regia di Joe Nussbaum (2007)
- Homecoming - Vendetta e seduzione (Homecoming), regia di Morgan J. Freeman (2009)
- All the Creatures Were Stirring, regia di David Ian McKendry e Rebekah McKendry (2018)

### Televisione
- Jack & Bobby – serie TV, 22 episodi (2004-2005)
- Secrets of a Small Town – serie TV, 1 episodio (2006)
- Inganno fatale (Deceit) – film TV, regia di Matthew Cole Weiss (2006)
- The Deep End – serie TV, 7 episodi (2010)
- Mad Men – serie TV, 7 episodi (2010)
- Love Bites – serie TV, 3 episodi (2011)
- 17th Precinct – film TV, regia di Michael Rymer (2011)
- The Newsroom – serie TV, 1 episodio (2012)
- Private Practice – serie TV, 10 episodi (2012-2013)
- Gilded Lilys – film TV, regia di Brian Kirk (2013)
- Lucky 7 – serie TV, 6 episodi (2013)
- Helix – serie TV, 13 episodi (2015)
- Graves – serie TV, 1 episodio (2017)
- Timeless – serie TV, 1 episodio (2018)
- Manifest – serie TV (2018-2023)
- Il Natale di Joy (Christmas Joy) – film TV, regia di Monika Mitchell (2018)
- #Fashionvictim – film TV, regia di Mark Waters (2018)
- Tracker - serie tv, 1 episodio stagione 2 (2025)

### Cortometraggi
- Reflections, regia di Barry L. Caldwell (2008)
- Woodshed, regia di Travis Newton (2015)

## Doppiatori italiani
Nelle versioni in italiano delle opere in cui ha recitato, Matt Long è stato doppiato da:
- Emiliano Coltorti in Jack & Bobby, Helix, Private Practice
- Omar Vitelli in Mad Men, Homecoming-Vendetta e Seduzione
- Fabrizio Manfredi in Sydney White - Biancaneve al college
- Federico Di Pofi in Il Natale di Joy
- Luca Mannocci in Ghost Rider
- Marco Vivio in Manifest
- Lorenzo De Angelis in Tracker